# Route du Richelieu
La route du Richelieu, et sa contrepartie américaine Lakes to Locks Passage, est une route touristique située dans la région de la Montérégie au Canada et le North Country de l'État de New York aux États-Unis,  inaugurée en 2012. Elle est la première route touristique transfrontalière.

## Tracé
Elle débute de Sorel-Tracy au Québec, passe par Lacolle, puis se termine à Waterford, près d'Albany dans l'État de New-York aux États-Unis.
Le parcours québécois sillonne les deux rives de la rivière Richelieu sur une distance de 265 km. De plus, 38 sites historiques, culturels, naturels et patrimoniaux sont dénombrés sur cet itinéraire.
Un poste douanier entre les localités de Lacolle (Québec) et Rouses Point (New York) joint la route du Richelieu au Lakes to Lockes Passage et permettent aux voyageurs de franchir la frontière entre le Canada et les États-Unis sans quitter la parcours.
Du côté new-yorkais, le Passage longe la rive ouest du lac Champlain et du lac George pour ensuite longer la rive du canal Champlain avant de prendre fin dans le village de Waterford.

## Historique

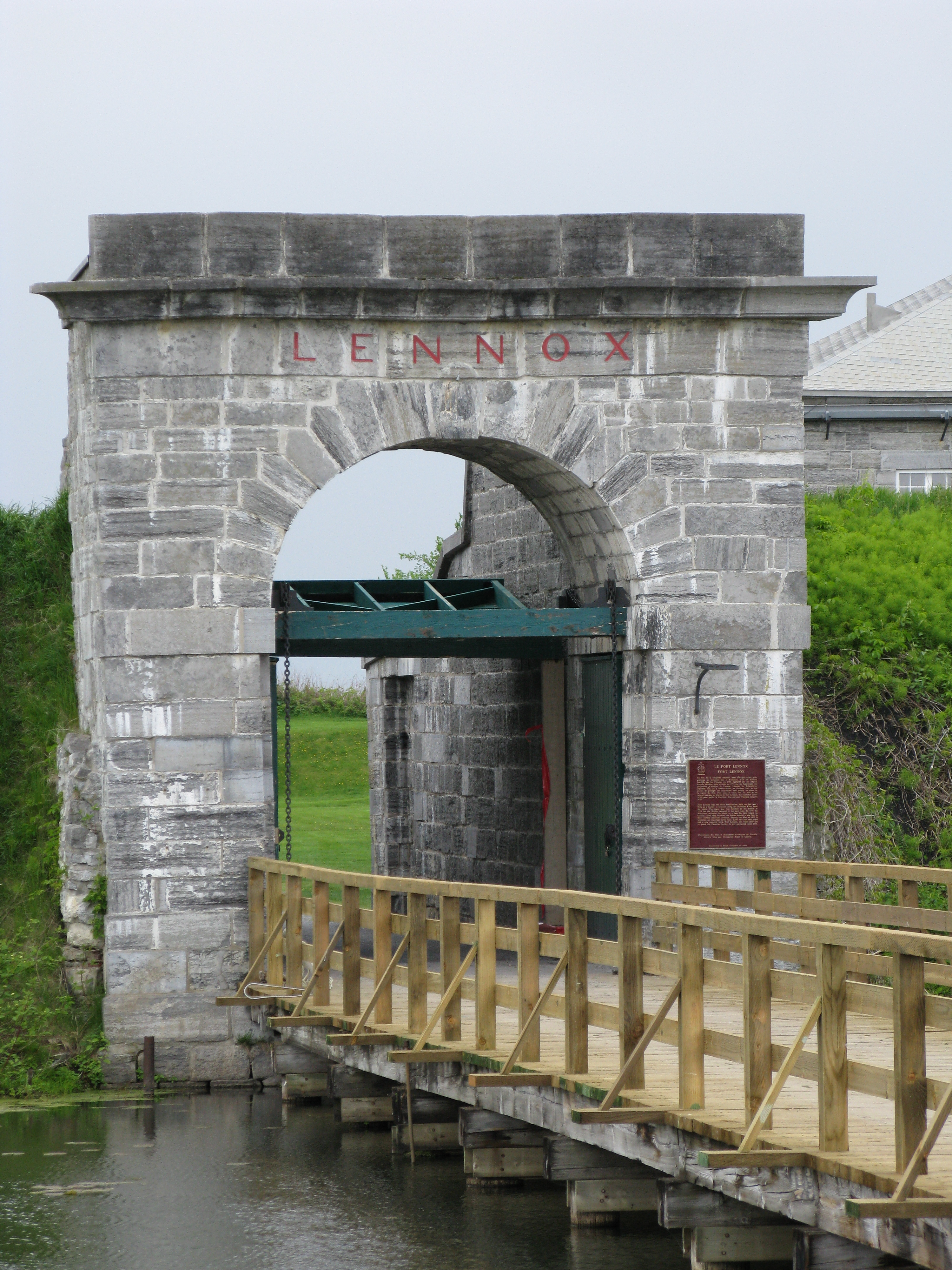
Entrée du Fort Lennox

La rivière Richelieu a joué un rôle important dans l'histoire du Québec. Tout d'abord, c'est Samuel de Champlain qui cartographie la région dès 1609, celle-ci a ensuite été marquée par l'activité militaire. Plusieurs monuments historiques sont à proximité des rives du Richelieu, témoignant ainsi d'un passé militaire résultant des conflits entre les Amérindiens, les Français, les Britanniques et les Américains. En effet, à la suite de la période coloniale, plusieurs forts sont présents sur les berges de la rivière Richelieu.

## Sites et attraits touristiques

### Ville/village
Lacolle :
- l’Église‑d’Odelltown

Saint‑Paul‑de‑l’Île‑aux‑Noix :
- Blockhaus de la rivière Lacolle
- Fort Lennox

Saint‑Blaise‑sur‑Richelieu :
- L’église baptiste Roussy‑Mémorial
- Musée Feller

Saint‑Jean‑sur‑Richelieu : 
- Musée du Fort Saint‑Jean
- Gare du Canadien National
- Vieux‑Saint‑Jean
- Musée du Haut-Richelieu
- Secteur Iberville :
  - Église Saint‑Athanase
  - Manoir Christie
  - Église Trinity

Chambly : 
- Fort Chambly
- Vieux‑Chambly
- Canal de Chambly

Sorel-Tracy: 
- Carré Royal de Sorel‑Tracy

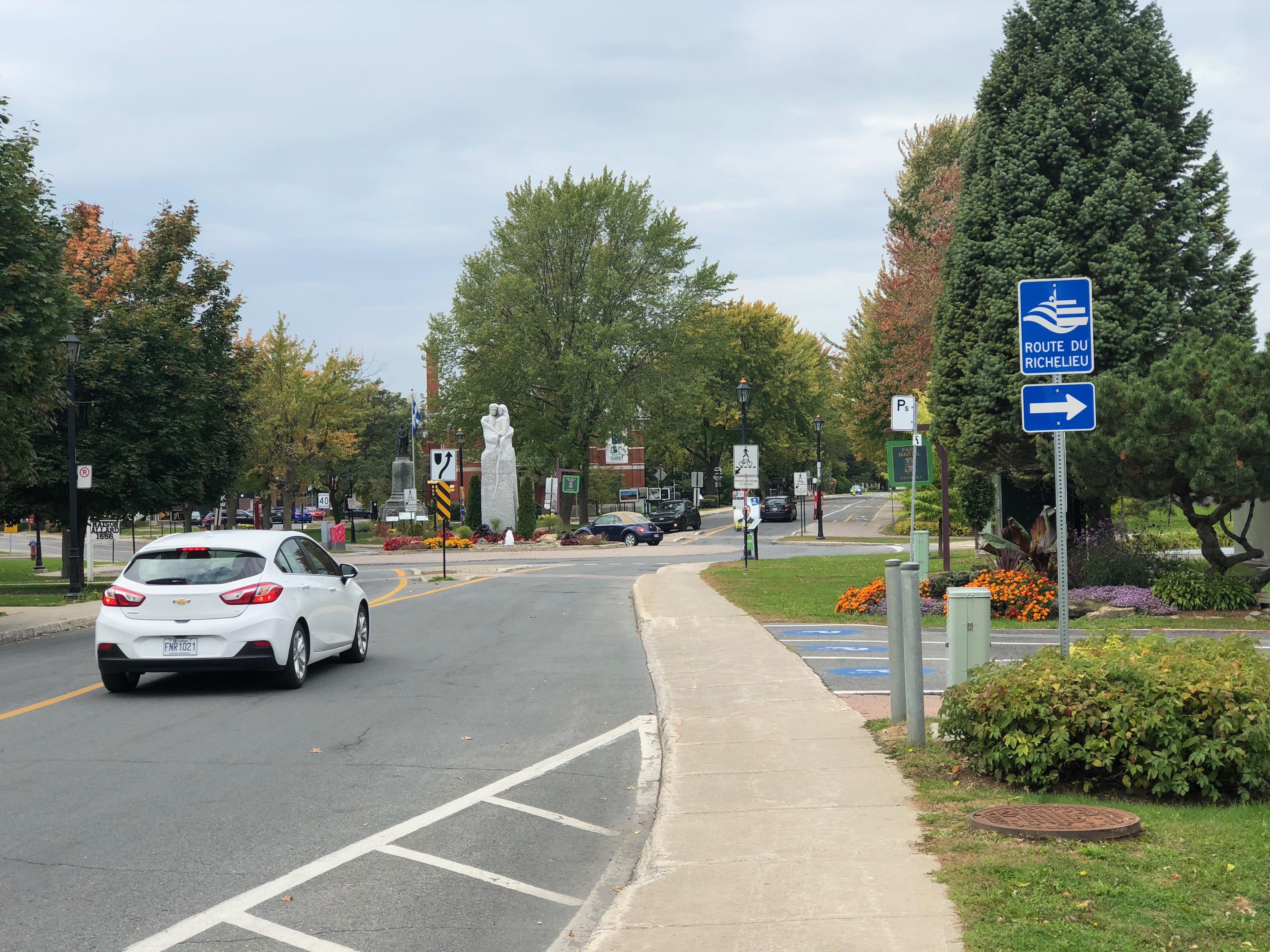
Rond-point devant la Mairie de Chambly (Québec), Canada

- Centre d’interprétation du patrimoine de Sorel‑Tracy (Biophare)
- Maison des Gouverneurs

Mont‑Saint‑Hilaire :
- La Maison amérindienne
- Réserve naturelle Gault

Saint‑Ours : 
- Canal-de-Saint‑Ours

Saint‑Basile‑le‑Grand :
- Parc riverain

Richelieu : 
- Parc Marcel-Fortier
- Halte routière de Richelieu

### Municipalités
- Saint-Antoine-sur-Richelieu : maison de la culture de Saint‑Antoine‑sur‑Richelieu.
- Saint-Denis-sur-Richelieu : maison nationale des Patriotes.
- Saint-Mathias-sur-Richelieu : église et mur du cimetière de Saint‑Mathias.
- Sainte-Anne-de-Sabrevois : musée Honoré‑Mercier.
- Henryville
- Saint-Charles-sur-Richelieu
- Saint-Roch-de-Richelieu
- Saint-Marc-sur-Richelieu
- McMasterville

### Autres
- Île Fryer: fort Sainte-Thérèse
- McMasterville
- Vieux‑Beloeil
- Monument historique du parc McCallum